# Peter Müller (Musikproduzent)
Peter Jürgen Müller (* 7. März 1942 in Wien; † 25. Juni 2021 ebenda) war ein österreichischer Musikproduzent und Tontechniker.

## Leben und Wirken
Peter Müller war 1971 Produzent des Lieds Da Hofa von Wolfgang Ambros (Text Joesi Prokopetz). Sein Tonstudio Soundmill Vienna produzierte auch Punkrock wie z. B. Psychoterror von Drahdiwaberl. Von 1984 bis 1991 war er Produzent der Ersten Allgemeinen Verunsicherung. Im Jahr 1984 produzierte er den Welthit Live Is Life von Opus. 
Er starb am 25. Juni 2021 im Alter von 79 Jahren nach schwerer Krankheit.

## Produzent
- Wolfgang Ambros – Alles andere zählt net mehr... (1972)
- Turning Point – Life is going on (1972)
- Schmetterlinge – Schmetterlinge (1973)
- Wilfried – Wilfried (1974); The Crazy Baby (1974)
- Waterloo & Robinson – Sing my Song (1974); Please Love Me (1975); Songs (1976)
- Opus – Eleven (1981); Opusition (1982); Up And Down (1984); Live is Life (1984); Solo (1985); Opus (1987)
- Karl Ratzer – A Fool For Your Sake (1981)
- Stefanie Werger – Zerbrechlich (1983)
- Erste Allgemeine Verunsicherung – à la Carte (1984); Geld oder Leben (1985); Liebe, Tod & Teufel (1987); Kann denn Schwachsinn Sünde sein (1988); Neppomuk’s Rache (1990); Watumba (1991)
- S.T.S. – Überdosis G'fühl (1984); Grenzenlos (1985); Augenblicke (1987); Auf Tour (1988)
- André Heller – Narrenlieder (1985)
- Sigi Maron – Unterm Regenbogen (1985); Von heut nach morg'n (1986)
- Boris Bukowski – Intensiv (1987)